# 陳伯安
陳伯安（1474年—？），字汝止，順天府錦衣衛籍（今北京市）湖廣黄陂县人，明朝政治人物。

## 生平
順天府鄉試第一百一名舉人，弘治十二年（1499年）己未科會試第二百五十九名，三甲九十名進士。弘治十三年（1500年）任山東章丘縣知縣。正德二年（1507年）四月选授陕西道試监察御史，五月以事忤兵部尚書劉宇，被调外任，贬南充县知县。再降丹阳教谕，劉瑾败，起为灵璧知县，时巨寇杨虎啸聚，以无城墙被俘虏。贼见其伟岸，欲降之。伯安骂贼不屈，瞋目受刃，贼惊异释去。乃城灵壁，民德之，立祠以祀。历官兖州府、顺德府知府，嘉靖初升山西兵备副使。

## 家族
曾祖陈景；祖陈用；父陈刚。母胡氏。具庆下。弟伯通、伯恭。